# Mock the Week
Mock the Week är ett brittiskt satiriskt panelprogram under ledning av Dara Ó Briain. Programmet produceras av produktionsbolaget Angst Productions och visades för första gången på BBC Two 5 juni 2006. Sedan februari 2010 har åtta säsonger visats. I genomsnitt har programmet 3,5 miljoner tittare.
Mock The Week skapades av Dan Patterson och Mark Levenson, vilka också låg bakom Whose Line Is It Anyway?. Programmets signaturmelodi är "News of the World" av The Jam.

## Deltagarna
Programmet leds av Dara Ó Briain och en panel av komiker indelad i två lag om tre personer. På den ena sidan finns Frankie Boyle och Hugh Dennis och på den andra Russell Howard och Andy Parsons. De båda lagen har dessutom en gästmedverkande varje vecka. Andy Parsons blev en ordinarie deltagare från och med säsong 3 (säsong 1 och 2 leddes det laget av Rory Bremner med två gästmedverkande) och Russel Howard har medverkat sedan säsong 4. Båda hade ofta deltagit i programmet innan de togs in som ordinarie deltagare.
De poäng som delas ut i programmet för att vinna vissa av lekarna betyder i grund och botten ingenting och Ó Briain har vid ett flertal tillfällen sagt att han bara väljer ut ett av lagen på måfå.

## Vanliga lekar

### Headliners
Panelen får se ett foto om en nyhetshändelse tillsammans med de första bokstäverna i en rubrik och målet är att gissa vad den riktiga rubriken är. Detta betyder att deltagarna försöker dra så många skämtrubriker som möjligt som passar in, fram till det att Dara anser att någon bör producera det rätta svaret.

### Spinning the news
Detta är programmets enda riktiga stand-up-lek. Fyra av deltagarna (i säsong ett och två deltog alla sex) deltar. På skärmen finns en slumpgenerator som slumpar fram olika ämnen och varje gång ett nytt ämne dyker upp måste en deltagare göra en utläggning om ämnet. Varje deltagare gör bara en framträdande och leken är slut när alla gjort en, varvid Dara ger poäng till någon.

### If this is the answer, what is the question?
Panelen får ett val på sex olika kategorier och en av gästdeltagarna får välja en av dessa. De presenteras då med ett svar, exempelvis "25 p", och deltagarna måste försöka luska ut vad frågan var som gav detta svar. Precis som för Headliners går leken till stor del ut på att ge så många underhållande svar som möjligt, inte att ge rätt svar.

### Scenes we'd like to see
Detta är alltid den avslutande leken till tävlingen. Skärmen presenterar ett osannolikt scenario, exempelvis "Unlikely lines from the final Harry Potter book" ("Osannolika repliker från den sista Harry Potter-boken") eller "Things the Queen didn't say in Christmas speech" ("Saker drottningen inte sa i sitt jultal"). Deltagarna går fram till en centralt placerad mikrofon och ger sitt svar på ämnet. Bara frågan om vem som kommer fram till mikrofonen kan vara en lek i sig, i ett avsnitt gick det så långt att Ed Byrne stal med sig mikrofonen.

## Andra lekar
Ett antal andra lekar har varit med i tidigare säsonger och vissa avsnitt. Dessa inkluderar bland andra "Between the lines" där två av deltagarna (oftast Frankie Boyle och Hugh Dennis) deltar. Den ena läser upp ett tal som en välkänd person, exempelvis George W Bush och den andra berättar vad han verkligen menar. I "Newsreel" visas en nyhetsvideo upp och deltagarna (numera endast Hugh Dennis) imiterar kändisarna i filmen för att ge en humoristisk twist på det hela.

## DVD
En DVD, Mock the Week: Too Hot For TV, släpptes 26 november 2007 med tre timmars material. På DVD:n fanns bland annat tre förlängda avsnitt från säsong 5, med material som ansågs för krasst för att sändas.

## Gäster
Följande personer har deltagit i programmet som gäster:
| 16 gånger - Ed Byrne 11 gånger - David Mitchell 8 gånger - Chris Addison - Mark Watson - Gina Yashere 7 gånger - Stewart Francis - Milton Jones - John Oliver 6 gånger - Jo Brand - Andy Parsons* 5 gånger - Michael McIntyre - Jack Whitehall 4 gånger - Jo Caulfield - Adam Hills - Russell Howard* | 3 gånger - Rhod Gilbert - Zoe Lyons - Fred MacAulay - Ben Norris - Andi Osho - Lucy Porter 2 gånger - Kevin Bridges - Alun Cochrane - Jon Culshaw - Greg Davies - Micky Flanagan - Jeremy Hardy - Miles Jupp - Patrick Kielty - Lauren Laverne - Sarah Millican - Al Murray - Greg Proops - Linda Smith - Mark Steel - Ian Stone - Holly Walsh - Seann Walsh | 1 gång - Fiona Allen - Stephen K. Amos - Clive Anderson - John Bishop - Adam Bloom - Jarred Christmas - Carl Donnelly - Robin Ince - Russell Kane - Shappi Khorsandi - Andrew Maxwell - Diane Morgan - Sue Perkins - Nik Rabinowitz - Jan Ravens - Frank Skinner - Tom Stade - Jimmy Tingle - Sandi Toksvig - Danielle Ward |

* innan personen blev en ordinarie deltagare.